# 225033 Maskoliunas
225033 Maskoliunas è un asteroide della fascia principale. Scoperto nel 2007, presenta un'orbita caratterizzata da un semiasse maggiore pari a 2,7967692 au e da un'eccentricità di 0,1493693, inclinata di 10,27519° rispetto all'eclittica.